# Décès en août 2005
Décès
- 2001
- 2002
- 2003
- 2004
- 2005
- 2006
- 2007
- 2008
- 2009

Pour une information complémentaire, voir la page d'aide.

| Date     | Nom                        | Activités                                                                       | Âge     | Source |
| -------- | -------------------------- | ------------------------------------------------------------------------------- | ------- | ------ |
| 1er août | Al Aronowitz               | journaliste américain                                                           | 77      |        |
| 1er août | Jeannou Lacaze             | général, ancien chef d'État-major français                                      | 81      |        |
| 1er août | Constant Nieuwenhuys       | peintre néerlandais                                                             | 85      |        |
| 1er août | Fahd                       | le roi d'Arabie saoudite                                                        | 84      |        |
| 2 août   | Philippe Trouvé            | peintre et poète français                                                       | 69      |        |
| 3 août   | Annabel Buffet             | écrivain et chanteuse française                                                 | 77      |        |
| 3 août   | Françoise d'Eaubonne       | écrivain française                                                              | 85      |        |
| 6 août   | Robin Cook                 | homme politique britannique                                                     | 59      |        |
| 6 août   | Ibrahim Ferrer             | chanteur cubain                                                                 | 78      |        |
| 6 août   | Rubén Romano               | peintre et critique de cinéma uruguayen                                         | 79      | (es)   |
| 7 août   | Corrado Tamietti           | footballeur international italien devenu entraîneur                             | 91      |        |
| 8 août   | Polina Astakhova           | gymnaste ukrainienne (ex-URSS)                                                  | 68      |        |
| 8 août   | Barbara Bel Geddes         | Actrice américaine.                                                             | 82 (en) |        |
| 8 août   | Jamal Eddine Bencheikh     | écrivain algérien.                                                              | 75      |        |
| 8 août   | Paul Le Person             | acteur français                                                                 | 74      |        |
| 8 août   | Roger Montandon            | peintre et metteur en scène suisse                                              | 87      |        |
| 8 août   | Monica Sjöö                | peintre, écrivaine et anarcho-féministe suédoise                                | 66      | (en)   |
| 9 août   | Colette Besson             | Athlète française                                                               | 59      |        |
| 9 août   | François Dalle             | ancien président de L'Oréal                                                     |         |        |
| 10 août  | Gérard Tolck               | peintre, graveur et sculpteur suisse                                            | 61      |        |
| 11 août  | François Gazier            | Haut fonctionnaire française                                                    | 86      |        |
| 11 août  | Jean Marzelle              | peintre français                                                                | 89      |        |
| 12 août  | Lakshman Kadirgamar        | ministre des Affaires étrangères du Sri Lanka                                   | 73      |        |
| 13 août  | David Lange                | ancien Premier ministre néo-zélandais, connu pour ses positions anti-nucléaires | 63      |        |
| 14 août  | Manolo Vázquez             | matador espagnol                                                                | 75      |        |
| 16 août  | Karl-Erik Andersson        | Footballeur international suédois.                                              | 78      |        |
| 16 août  | Michel Pavic               | Footballeur puis entraîneur yougoslave                                          | 83      |        |
| 16 août  | Roger Schütz (Frère Roger) | fondateur de la communauté de Taizé                                             | 90      |        |
| 19 août  | Mo Mowlam                  | ancien ministre britannique, artisan du processus de paix en Irlande du nord    | 55      |        |
| 19 août  | Oscar Muller               | Footballeur argentin naturalisé français.                                       | 48      |        |
| 21 août  | Zbigniew Dłubak            | théoricien de l'art, peintre et photographe polonais                            | 84      | (pl)   |
| 21 août  | Thomas Herrion             | joueur de Foot US américain                                                     | 23      |        |
| 21 août  | Robert Moog                | inventeur du synthétiseur du même nom qui a révolutionné la musique pop         | 71      |        |
| 22 août  | Luc Ferrari                | compositeur français                                                            | 76      |        |
| 22 août  | Henri Génès                | acteur français                                                                 | 86      |        |
| 24 août  | Kaleth Morales             | chanteur et compositeur colombien                                               | 21      |        |
| 25 août  | Lora Aborn                 | compositrice américaine                                                         | 98      |        |
| 26 août  | Denis D'Amour              | membre de Voivod                                                                | 46      |        |
| 27 août  | Antoine Gissinger          | personnalité politique français                                                 | 91      |        |
| 28 août  | Ali Said Abdella (en)      | ministre érythréen des Affaires Étrangères                                      | 50      |        |
| 28 août  | Jacques Dufilho            | comédien français                                                               | 91      |        |
| 31 août  | Antoni Clavé               | peintre et sculpteur espagnol                                                   | 92      |        |
| 31 août  | Joseph Rotblat             | physicien britannique Prix Nobel de la Paix 1995                                | 96      |        |